# Crisjan Van der Westhuizen
Pas d'image ? Cliquez ici

a Compétitions nationales et continentales officielles uniquement.

Crisjan Van der Westhuizen, né le 7 mars 1976 à Johannesburg (Afrique du Sud), est un joueur sud-africain de rugby à XV, devenu de nationalité française en avril 2011,qui évolue au poste de deuxième ligne.

## Biographie
Après avoir évolué en Afrique du Sud, il rejoint le club de l'USA Limoges alors en Pro D2 avant de rejoindre le Sporting club albigeois en 2007. Avec ce dernier il évolue deux saisons en Top 14, en 2007-2008 et 2009-2010, disputant un total de 37 rencontres pour un essai marqué, et trois saisons en Pro D2, 69 matchs disputé et 20 points marqués. Pendant cette période, il dispute également sept matchs de challenge européen.
Il joue ensuite avec le club de l'ARC pays de Saint-Yrieix.

## Carrière
- Lions
- Mighty Elephants
- 2003-2007 : USA Limoges
- 2007-2012 : SC Albi
- Depuis 2012 : Saint-Yrieix-la-Perche

## Palmarès

### En club
- Vice-champion de France de Fédérale 1 : 2006

### En équipe nationale
- Équipe d'Afrique du Sud - 19 ans